# Sapna Awasthi
Sapna Awasthi Singh es una cantante de playback o de reproducción, conocida por su canción "Chaiyya Chaiyya" de la película de 1998 "Dil Se".
Sapna nació en Bihar y se trasladó a Mumbai, después de interpretar canciones para la película "Krantiveer" (1994), protagonizada por Nana Patekar y Dimple Kapadia. También ha interpretado algunos temas musicales con famosos músicos como Nadeem Shravan, AR Rahman, Chowtha Sandeep y entre otros. Su mayor éxito hasta la fecha, con la canción titulada "Chaiyya Chaiyya", la realizó con el cantante Sukhvinder Singh, para la película A. R. Rahman's Dil Se (1998).

## Famosas canciones
- Banno teri ankhiyaan-Dushmani (1995)[1]
- Pardesi Pardesi jana nahin-Raja Hindustani (1996)
- Bachke ti rehna re-Company (2002)
- Kabhi bandhan chhuda liya-Hum Tumhare hain sanam (2002)
- Chaiyya Chaiyya (1998)
- Kata Kata - Raavan (2010)
- Katiya Karoon Katiya Karooon - Rockstar (2011 film) (2011)